# Coenocorypha aucklandica
La chochita de las Auckland o agachadiza de las Auckland (Coenocorypha aucklandica) es una especie de ave caradriforme de la familia Scolopacidae endémica de las islas subantárticas de Nueva Zelanda. Los maoríes la denominan «tutukiwi».
La raza nominada C. a. aucklandica vive en las islas Auckland (excepto la isla principal). Otras dos subespecies son C. a. meinertzhagenae de las islas Antípodas, y C. a. perseverance de la isla Campbell. La anteriormente considerada subespecie las islas Snares ha sido separada como una especie independiente, C. huegeli, como también las extintas C. iredalei y C. barrierensis.